# Zona supramareal

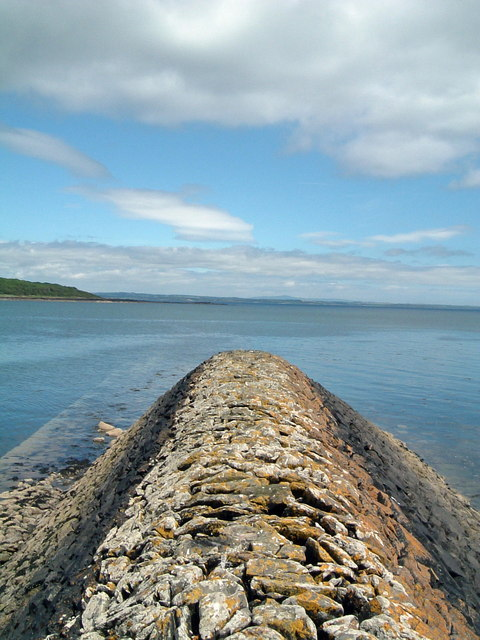
Estratificación de algas, líquenes y fauna costera.

La zona supralitoral, también conocida como la zona supramareal (en inglés: supratidal zone, también splash zone, spray zone o supralittoral  zone), en costas y estuarios, es el área que se encuentra sobre la línea más alta de las mareas vivas y que se ve salpicada regularmente, pero que no queda sumergida por el agua del mar, que solamente llega a estas áreas elevadas durante aquellas tormentas que coincidan con las mareas altas.
Los organismos que viven en esta zona deben de lidiar también con la exposición al aire, el agua dulce de la lluvia, el frío, el calor y la depredación de animales terrestres y aves marinas.  En la parte superior de esta zona, parches de líquenes oscuros pueden aparecer como costras sobre las rocas.  Algunos tipos de  caracoles, Neritidae y detritus alimentan isopoda que comúnmente habitan en el supralitoral inferior.